# Laura Nolte
Laura Nolte (* 23. November 1998 in Unna) ist eine deutsche Bobfahrerin. Gemeinsam mit Anschieberin Deborah Levi wurde die Pilotin 2022 Olympiasiegerin im Zweierbob.

## Leben
Laura Nolte begann im Jahr 2015 mit dem Bobsport. In der Saison 2015/16 nahm sie an der OMEGA Youth Series teil, welche zur Qualifikation für die Olympischen Jugend-Winterspielen 2016 dienten. Bei den beiden Wettbewerben in Innsbruck belegte sie im Monobob jeweils den zweiten Platz und die beiden Wettbewerbe in Lillehammer entschied sie für sich und qualifizierte sich dadurch für die Olympischen Jugend-Winterspiele. Bei den Olympischen Jugend-Winterspielen 2016, welche auf der Bobbahn in Lillehammer ausgetragen wurden, gewann sie am 20. Februar 2016 nach zwei Läufen die Goldmedaille in der Monobob-Konkurrenz.
Vor der Saison 2016/17 nahm sie 10. September 2016 gemeinsam mit Lena Zelichowski an der Anschubweltmeisterschaft teil und die beiden gewannen dabei hinter dem russischen Duo Nadeschda Sergejewa und Julija Schokschujewa sowie hinter dem rumänischen Duo Andreea Grecu und Olivia Franciska Vild die Bronzemedaille. In der Saison 2016/17 ging sie bei keinem internationalen Wettkampf, welcher von der IBSF gelistet wird, an den Start. Sie startete aber am 11. Februar 2017 bei den deutschen Juniorenmeisterschaften und belegte dabei mit ihrer Anschieberin Kathleen Heigl den vierten Platz.
In der Saison 2017/18 debütierte Laura Nolte im Bob-Europacup, welcher in Europa den Unterbau des Weltcups bildet. Am 11. November 2017 belegte sie gemeinsam mit ihrer Anschieberin Lisa Sophie Gericke bei ihrem Debüt auf der Bahn in Lillehammer den vierten Platz. Einen Tag später konnte sie bereits erstmals einen Podiumsplatz einfahren und belegte mit ihrer Anschieberin Lena Zelichowski hinter Katrin Beierl und vor Kim Kalicki den zweiten Platz. Diesen Podestplatz konnten die beiden beim Europacup in Altenberg bestätigen und belegten auf den DKB-Eiskanal beim deutschen Dreifachsieg hinter Christin Senkel und vor Sandra Kroll erneut den zweiten Platz. Vor dem Jahreswechsel belegten Laura Nolte und Lena Zelichowski beim Europacup-Wettbewerb in La Plagne den dritten Platz hinter den Bobs von Christin Senkel und Maria Adela Constantin.
Nach dem Jahreswechsel startete sie beim Europacup in Innsbruck mit Lavinia Pittschaft und belegte beim Wettbewerb auf dem Olympia Eiskanal Igls hinter Christin Senkel und vor Sabrina Duljevic den zweiten Platz. Beim Saisonabschluss des Europacups in Winterberg belegte Laura Nolte gemeinsam mit ihrer Anschieberin Vivian Hanusch hinter Christin Senkel und Kim Kalicki den dritten Platz. Am Saisonende belegte sie hinter Christin Senkel und vor Ljubow Tschernych den zweiten Platz in der Gesamtwertung. Am 27. Januar 2018 startete sie bei den Junioren-Weltmeisterschaften in St. Moritz gemeinsam mit Lavinia Pittschaft und gewann auf dem Olympia Bob Run St. Moritz–Celerina in der U23-Wertung die Junioren-Weltmeisterschaft. Zudem gewannen sie in der „normalen“ Wertung hinter dem rumänischen Bob von Andreea Grecu und dem Bob von Kim Kalicki die Silbermedaille. Zum Abschluss der Saison gewann sie gemeinsam mit Stefanie Paehler die Silbermedaille bei den deutschen Meisterschaften. Race-in-Race fanden auch die deutschen Junioren-Meisterschaften statt und Laura Nolte und ihre Anschieberin wurden deutsche Junioren-Meister.
Vor der Saison 2018/19 nahm sie in Winterberg an der deutschen Meisterschaft teil und belegte dabei gemeinsam mit ihrer Anschieberin Deborah Levi den vierten Platz. Die Saison 2018/19 begann für die beiden im Europa-Cup mit einem Podestplatz in Altenberg. Hinter Christine de Bruin und vor Christin Senkel belegten sie den zweiten Platz auf dem ENSO-Eiskanal. Am 5. Januar 2019 konnte Laura Nolte erstmals ein Europacup-Rennen gewinnen. Gemeinsam mit Deborah Levi siegte sie in der Veltins-Eisarena vor Andreea Grecu und Breeana Walker. Nachdem sie bei den beiden Europacup-Wettbewerben in Innsbruck jeweils hinter ihrer Teamkollegin Kim Kalicki den zweiten Platz belegt hatte, kam sie in der Europacup-Gesamtwertung hinter Alena Ossipenko und vor Eveline Rebsamen auf den zweiten Platz. Bei den Junioren-Weltmeisterschaften in Königssee verpasste sie mit Deborah Levi in der „normalen“ Wertung mit dem vierten Platz knapp eine Medaille und belegten in der U23-Wertung hinter ihrer Teamkollegin Kim Kalicki den zweiten Platz. Zum Abschluss der Saison nahm Laura Nolte mit Lena Zelichowski an den deutschen Junioren-Meisterschaften teil und belegte hinter Kim Kalicki und vor Anne Lobenstein den zweiten Platz.
Vor der Saison 2018/19 startete Laura Nolte gemeinsam mit Deborah Levi bei den deutschen Anschub-Meisterschaften und sicherte sich vor den beiden Duos Mariama Jamanka und Kira Lipperheide sowie Kim Kalicki und Viktoria Dönicke den Sieg und damit den deutschen Meistertitel. Zudem konnten die beiden bei den deutschen Meisterschaften in Altenberg vor Kim Kalicki und Stephanie Schneider den deutschen Meistertitel gewinnen. Zu Beginn der Saison 2019/20 startete Laura Nolte im Bob-Europacup und belegte direkt zum Start mit Deborah Levi am 6. Dezember 2019 beim Europa-Cup-Rennen in Altenberg hinter Andreea Grecu und An Vannieuwenhuyse den dritten Platz. Am 14. Dezember 2019 sicherte sie sich mit Deborah Levi ihren zweiten Europa-Cup-Sieg. In Winterberg siegten die beiden vor Anna Köhler und Andreea Grecu. Einen Tag später belegten sie beim zweiten Wettbewerb in der Veltins-Eisarena hinter Anna Köhler und vor Andreea Grecu den zweiten Platz.
Nach dem Jahreswechsel durfte Laura Nolte ihr Debüt im Bob-Weltcup geben. In Winterberg belegte sie gemeinsam mit Deborah Levi am 4. Januar 2020 beim deutschen Dreifachsieg hinter Stephanie Schneider und Mariama Jamanka den dritten Platz. Bei ihrem zweiten Weltcup holte sie eine Woche später, am 11. Januar 2020, mit Deborah Levi als Anschieberin in La Plagne vor Christine de Bruin und Stephanie Schneider ihren ersten Sieg in einem Weltcupwettbewerb. Auch in ihrem dritten und vierten Rennen im Bob-Weltcup gelang ihr jeweils ein Podiumsplatz. Gemeinsam mit Erline Nolte, mit welcher Laura Nolte nicht verwandt ist, fuhr sie am 18. Januar in Innsbruck und am 25. Januar in Königssee jeweils auf den zweiten Platz. Sie qualifizierte sich erstmals für die Bob- und Skeleton-Weltmeisterschaften. Gemeinsam mit ihrer Anschieberin Ann-Christin Strack stürzte sie im zweiten Lauf der Bob- und Skeleton-Weltmeisterschaften 2020 in Altenberg. Sie erreichten zwar das Ziel, gingen aber im dritten Lauf nicht an den Start.
In der Saison 2020/21 gewann sie mit Leonie Fiebig das zweite Weltcuprennen in Sigulda, nachdem sie auf derselben Bahn während des ersten Weltcups mit Anschieberin Deborah Levi noch gestürzt war. Beim folgenden Weltcuprennen in Igls gewann sie mit Levi wie auch in Winterberg beim ersten Weltcuprennen des Jahres 2021, das zudem als Europameisterschaft galt. Wenige Tage später gewann sie mit Levi in St. Moritz die Junioren-Weltmeisterschaft und ermöglichte damit dem deutschen Team bei der zwei Wochen später stattfinden Weltmeisterschaft die Teilnahme mit vier Bobs. Bei den Bob- und Skeleton-Weltmeisterschaften 2021 in Altenberg gewann sie im Zweierbob mit Levi wie auch im Monobob jeweils die Bronzemedaille.
Die Weltcupsaison 2021/22 begann sie mit Leonie Fiebig mit dem Sieg im Auftaktrennen in Igls. Am Vortag war sie im ersten Rennen der Monobob World Series auf den dritten Platz gefahren. Eine Woche später entschied sie am selben Ort auch das zweite Saisonrennen für sich, diesmal von Deborah Levi angeschoben. Nach zwei weiteren Siegen und einem zweiten Platz erreichte sie beim deutschen Dreifacherfolg beim EM-Weltcup in St. Moritz am 16. Januar 2022 hinter den Bobs von Kim Kalicki und Mariama Jamanka den dritten Platz.
Bei den Olympischen Winterspielen 2022 in Peking gewann sie mit Anschieberin Deborah Levi die Goldmedaille im Zweierbob.
In der Saison 2024/25 wurde Laura Nolte bei den Europameisterschaften in Lillehammer im Februar 2025 Europameisterin im Monobob. Bei den Bob- und Skeleton-Weltmeisterschaften 2025 in Lake Placid gewann sie am 9. März desselben Jahres die Silbermedaille. Eine Woche später wurde sie beim Dreifacherfolg der Deutschen Bobsportlerinnen mit Deborah Levi Weltmeisterinnen vor den Bobs von Kim Kalicki und Lisa Buckwitz.

## Auszeichnungen
- 2022: Silbernes Lorbeerblatt[8]
- 2022: Sportlerin des Jahres in Nordrhein-Westfalen (Team, mit Deborah Levi)
- 2023: Sportlerin des Jahres in Nordrhein-Westfalen

## Erfolge

### Weltcupsiege
| Nr. | Datum         | Ort         | Bahn                                 |
| --- | ------------- | ----------- | ------------------------------------ |
| 1.  | 17. Dez. 2022 | Lake Placid | Olympia-Bobbahn Lake Placid          |
| 2.  | 7. Jan. 2023  | Winterberg  | Veltins-Eisarena                     |
| 3.  | 17. Feb. 2024 | Altenberg   | Rennschlitten- und Bobbahn Altenberg |
| 4.  | 7. Dez. 2024  | Altenberg   | Rennschlitten- und Bobbahn Altenberg |

| Nr. | Datum         | Ort            | Bahn                                 | Anschieberin  |
| --- | ------------- | -------------- | ------------------------------------ | ------------- |
| 1.  | 11. Jan. 2020 | La Plagne      | Piste de La Plagne                   | Deborah Levi  |
| 2.  | 28. Nov. 2020 | Sigulda        | Rennrodel- und Bobbahn Sigulda       | Leonie Fiebig |
| 3.  | 13. Dez. 2020 | Innsbruck-Igls | Olympia Eiskanal Igls                | Deborah Levi  |
| 4.  | 9. Jan. 2021  | Winterberg     | Bobbahn Winterberg                   | Deborah Levi  |
| 5.  | 21. Nov. 2021 | Innsbruck-Igls | Kunsteisbahn Bob-Rodel Igls          | Leonie Fiebig |
| 6.  | 28. Nov. 2021 | Innsbruck-Igls | Kunsteisbahn Bob-Rodel Igls          | Deborah Levi  |
| 7.  | 12. Dez. 2021 | Winterberg     | Veltins-Eisarena                     | Deborah Levi  |
| 8.  | 9. Jan. 2022  | Winterberg     | Veltins-Eisarena                     | Deborah Levi  |
| 9.  | 8. Jan. 2023  | Winterberg     | Veltins-Eisarena                     | Neele Schuten |
| 10. | 12. Feb. 2023 | Innsbruck-Igls | Olympia Eiskanal Igls                | Neele Schuten |
| 11. | 19. Feb. 2023 | Sigulda        | Rennrodel- und Bobbahn Sigulda       | Neele Schuten |
| 12. | 10. Dez. 2023 | La Plagne      | Piste de La Plagne                   | Neele Schuten |
| 13. | 14. Jan. 2024 | St. Moritz     | Olympia Bob Run St. Moritz–Celerina  | Neele Schuten |
| 14. | 4. Feb. 2024  | Sigulda        | Rennrodel- und Bobbahn Sigulda       | Neele Schuten |
| 15. | 18. Feb. 2024 | Altenberg      | Rennschlitten- und Bobbahn Altenberg | Deborah Levi  |
| 16. | 8. Dez. 2024  | Altenberg      | Rennschlitten- und Bobbahn Altenberg | Deborah Levi  |
| 17. | 15. Dez. 2024 | Sigulda        | Rennrodel- und Bobbahn Sigulda       | Leonie Kluwig |
| 18. | 19. Jan. 2025 | Innsbruck-Igls | Kunsteisbahn Bob-Rodel Igls          | Deborah Levi  |
| 19. | 9. Feb. 2025  | Lillehammer    | Olympiske Bob- og Akebane            | Leonie Kluwig |
| 20. | 16. Feb. 2025 | Lillehammer    | Olympiske Bob- og Akebane            | Leonie Kluwig |

### Europacupsiege
| Nr. | Datum         | Ort        | Bahn             | Anschieberin |
| --- | ------------- | ---------- | ---------------- | ------------ |
| 1.  | 5. Jan. 2019  | Winterberg | Veltins-Eisarena | Deborah Levi |
| 2.  | 14. Dez. 2019 | Winterberg | Veltins-Eisarena | Deborah Levi |

## Privates
Laura Nolte ist Sportsoldatin und Studentin der Wirtschaftspsychologie an der Ruhr-Universität Bochum. Sie trainiert beim BSC Winterberg und lebt in Dortmund.